# Kınık, Kaş
Kınık là một thị trấn thuộc huyện Kaş, tỉnh Antalya, Thổ Nhĩ Kỳ. Dân số thời điểm năm 2011 là 5.393 người.